# Łódź Zarzew
Łódź Zarzew – przystanek osobowy położony w Łodzi, na osiedlu Zarzew w pobliżu ulicy Niciarnianej, Papierniczej i Piwnika–Ponurego, koło wiaduktu drogowego Stanisława Przybyszewskiego przebiegającym nad torami linii kolejowej nr 540 Łódź Chojny – Łódź Widzew. Przystanek był ujęty w Rządowym programie budowy lub modernizacji przystanków kolejowych na lata 2021–2025.
11 stycznia 2023 roku ogłoszono przetarg na budowę przystanku. Prace nad budową przystanku ruszyły w marcu 2024 roku. W maju ukończono budowę peronu pierwszego. Przystanek został otwarty 1 września 2024 roku. 